# Bogdănești (Mogos község)
Bogdănești település Romániában, Fehér megyében. Közigazgatásilag Mogos község része.

## Fekvése
Fehér megye északi részén helyezkedik el, Nagyenyedtől nyugatra, Gyulafehérvártól északnyugatra. A Mócvidéknek nevezett néprajzi régióhoz tartozik.

## Története, lakossága
A település huzamosabb ideig Valeabarni része volt, csak 1956 körül vált külön és lett önálló falu. Az 1966-os népszámlálás idején még 77 lakosa volt, nemzetiség szerint mind románok. A 2002-es népszámlálás idején már csak 17 román személy lakta a települést.